# Казначеєв Віктор Олексійович
Віктор Олексійович Казначеєв (14 січня 1935 року, с. Солоне, Степновський район, Ставропольський край, РРФСР — 10 грудня 2010 року, с. Солоне, Степновський район, Ставропольський край, Російська Федерація) - радянський партійний і державний діяч, міністр соціального забезпечення РРФСР (1988-1990).

## Біографія
Народився в селянській родині. Трудову діяльність розпочав з 16 років.
У 1958 р. закінчив Ставропольський педагогічний інститут, і в 1967 р. — Ростовський інститут народного господарства (заочно). Доктор історичних наук, професор.
- 1963-1970 рр. - перший секретар Ставропольського крайового комітету ВЛКСМ,
- 1970-1974 рр. - перший секретар П'ятигорського міського комітету КПРС,
- 1974-1976 рр. - перший секретар Ставропольського міського комітету КПРС,
- 1976-1985 рр. - другий секретар Ставропольського крайового комітету КПРС. Займався питаннями розвитку промисловості. Спочатку тодішній І секретар Ставропольського крайкому КПРС М.С.Горбачов активно підтримував Казначеєва і сприяв його стрімкій кар'єрі, але 1978 р., ставши секретарем ЦК КПРС, Горбачов запропонував Л.І.Брежнєву замість себе не Казначеєва, а В С.Мураховського - першого секретаря Карачаєво-Черкеського автономного обкому КПРС, і Л.І.Брежнєв з цим погодився. А 1985 р. Горбачов уже як Генеральний секретар ЦК КПРС після призначення Мураховського І заступником Голови Ради Міністрів СРСР з питань АПК вдруге відхилив кандидатуру Казначеєва на посаду І секретаря Ставропольського крайкому КПРС і схвалив на цю посаду кандидатуру І.С.Болдирєва, чим фактично поставив крапку на політичній кар'єрі В.О.Казначеєва, хоч і посприяв його переведенню до Москви.
- 1985-1988 рр. - голова Державного комітету РРФСР з професійно-технічної освіти,
- 1988-1990 рр. - міністр соціального забезпечення РРФСР,
- 1990-1991 рр. - заступник керуючого справами ЦК Компартії РРФСР.

У 1995 р.очолив П'ятигорський технологічний інститут, що перетворений у жовтні 1999 р. у Державний технологічний університет. У 2003 р. обраний Головою Ради ректорів вузів Ставропольського краю. З 2010 р. президент ПДТУ.
Обирався делегатом XV і XVI з'їздів ВЛКСМ, XXIII—XXVII з'їздів КПРС. Депутат Верховної Ради РРФСР 9-11 скликань.

## Нагороди та звання
Нагороджений трьома орденами Трудового Червоного Прапора, орденом Знак Пошани, п'ятьма медалями, золотим знаком «За активну роботу в комсомолі».
Почесний громадянин Ставропольського краю (2003), Почесний громадянин Ставрополя (2004).